# Port Carbon
Port Carbon es un borough ubicado en el condado de Schuylkill en el estado estadounidense de Pensilvania. En el año 2000 tenía una población de 2.019 habitantes y una densidad poblacional de 1,018.8 personas por km².

## Geografía
Port Carbon se encuentra ubicado en las coordenadas 40°41′50″N 76°10′00″O / 40.69722, -76.16667.

## Demografía
Según la Oficina del Censo en 2000 los ingresos medios por hogar en la localidad eran de $30,875 y los ingresos medios por familia eran $37,939. Los hombres tenían unos ingresos medios de $30,165 frente a los $20,872 para las mujeres. La renta per cápita para la localidad era de $16,496. Alrededor del 7.2% de la población estaba por debajo del umbral de pobreza.